# Lista de rios do Uruguai
A seguinte lista mostra os rios do Uruguai seguindo o comprimento.
| Posião | Rio                   | Comprimento em, km | Área da bacia en km² | Caudal em m3/s | Bacia        |
| ------ | --------------------- | ------------------ | -------------------- | -------------- | ------------ |
| 1      | Rio Uruguai           | 1779               | 370000               | 4622           | --           |
| 2      | Rio Negro             | 750                | 70714                | 650            | --           |
| 3      | Rio Quaraí            | 351                | 14865                | 100            | Rio Uruguai  |
| 4      | Rio Queguay           | 280                | 7866                 | --             | Rio Uruguai  |
| 5      | Rio Jaguarão          | 270                | 3000                 | --             | Lagoa Mirim  |
| 6      | Rio Tacuarembó        | 260                | 16273                | --             | Rio Negro    |
| 7      | Rio Santa Lucía       | 248                | 13480                | --             | Rio da Prata |
| 8      | Rio Arapey            | 240                | 11410                | --             | Rio Uruguai  |
| 9      | Rio Cebollatí         | 235                | 12111                | --             | Lagoa Mirim  |
| 10     | Rio Tacuarí           | 230                | 3600                 | --             | Lagoa Mirim  |
| 11     | Rio Yí                | 210                | 13580                | --             | Rio Negro    |
| 12     | Rio Daymán            | 210                | 3183                 | --             | Rio Uruguai  |
| 13     | Rio Olimar            | 160                | 5320                 | --             | Lagoa Mirim  |
| 14     | Rio San José          | 125                | 3543                 | --             | Rio da Prata |
| 15     | Rio Arapey Chico      | 115                | --                   | --             | Rio Uruguai  |
| 16     | Rio San Luis          | 110                | 2460                 | --             | Lagoa Mirim  |
| 17     | Rio Santa Lucía Chico | 105                | --                   | --             | Rio da Prata |
| 18     | Rio Queguay Chico     | 105                | 1500                 | --             | Rio Uruguai  |
| 19     | Rio San Salvador      | 100                | 3188                 | --             | Rio Uruguai  |
| 20     | Rio Rosario           | 80                 | 1860                 | --             | Rio da Prata |
| 21     | Rio San Juan          | 77                 | 1500                 | --             | Rio da Prata |